# Chris Kirkland
Christopher Edmund Kirkland (Leicester, 2 maggio 1981) è un ex calciatore inglese, di ruolo portiere, attuale preparatore dei portieri del Port Vale.

## Caratteristiche tecniche
Nel 2001 venne inserito nella lista dei migliori calciatori stilata da Don Balón.

## Carriera

### Club
Kirkland iniziò a giocare nel Coventry City nella stagione 1998-1999, esordendo in prima squadra nella stagione 2000-2001.
Nel dicembre 2001 si trasferì al Liverpool, dove esordì in Champions League e Coppa UEFA.
Non trovando spazio da titolare a causa di frequenti infortuni, nel marzo 2006 si trasferì al West Bromwich Albion, dove disputò 10 partite.
Nella finestra estiva della stagione 2006-2007 viene ceduto al Wigan Athletic, in cui rimase fino al 2011 (a parte delle brevi esperienze in prestito con Leicester e Doncaster).
Nel 2012 si trasferì allo Sheffield Wednesday, per poi concludere la carriera agonistica con Preston North End e Bury.

### Nazionale
Tra il 2001 e il 2003 collezionò 8 presenze con la Nazionale Under-21 di calcio dell'Inghilterra; dopo tale esperienza venne regolarmente selezionato dalla Nazionale di calcio dell'Inghilterra, ma raccolse soltanto una presenza nell'agosto 2006, entrando come sostituto nel secondo tempo di un'amichevole contro la Grecia. Grazie a quella presenza suo padre, che aveva scommesso 12 anni prima con i suoi amici 100 sterline con una quota 100 volte la posta che suo figlio avrebbe giocato per la Nazionale maggiore inglese entro i 30 anni di età, vinse 10.000 sterline.

## Statistiche

### Cronologia presenze e reti in Nazionale
| Cronologia completa delle presenze e delle reti in nazionale ― Inghilterra | Cronologia completa delle presenze e delle reti in nazionale ― Inghilterra | Cronologia completa delle presenze e delle reti in nazionale ― Inghilterra | Cronologia completa delle presenze e delle reti in nazionale ― Inghilterra | Cronologia completa delle presenze e delle reti in nazionale ― Inghilterra | Cronologia completa delle presenze e delle reti in nazionale ― Inghilterra | Cronologia completa delle presenze e delle reti in nazionale ― Inghilterra | Cronologia completa delle presenze e delle reti in nazionale ― Inghilterra |
| Data                                                                       | Città                                                                      | In casa                                                                    | Risultato                                                                  | Ospiti                                                                     | Competizione                                                               | Reti                                                                       | Note                                                                       |
| -------------------------------------------------------------------------- | -------------------------------------------------------------------------- | -------------------------------------------------------------------------- | -------------------------------------------------------------------------- | -------------------------------------------------------------------------- | -------------------------------------------------------------------------- | -------------------------------------------------------------------------- | -------------------------------------------------------------------------- |
| 16-8-2006                                                                  | Manchester                                                                 | Inghilterra                                                                | 4 – 0                                                                      | Grecia                                                                     | Amichevole                                                                 | -                                                                          | 46’                                                                        |
| Totale                                                                     |                                                                            | Presenze                                                                   | 1                                                                          |                                                                            | Reti                                                                       | -0                                                                         |                                                                            |

## Palmarès

### Club

#### Competizioni nazionali
- Charity Shield: 1

Liverpool: 2001
- Coppa di Lega inglese: 1

Liverpool: 2002-2003

#### Competizioni internazionali
- Supercoppa UEFA: 1

Liverpool: 2001
- UEFA Champions League: 1

Liverpool: 2004-2005